# Tura mesopotamica
Tura mesopotamica är en kräftdjursart som beskrevs av Stefano Taiti och Franco Ferrara 1985. Tura mesopotamica ingår i släktet Tura och familjen Porcellionidae. Inga underarter finns listade i Catalogue of Life.